# ارض محمد گنگوزهی
ارض محمد گنگوزهی یا پشت ریگ روستایی در دهستان ریگ ملک بخش ریگ ملک شهرستان میرجاوه استان سیستان و بلوچستان ایران است.

## جمعیت
بر پایه سرشماری عمومی نفوس و مسکن در سال ۱۳۹۵ جمعیت این مکان ۵۱۳ نفر (۱۲۰خانوار) بوده‌است.